# Diolenius lineatus
Diolenius lineatus là một loài nhện trong họ Salticidae.
Loài này thuộc chi Diolenius. Diolenius lineatus được Gardzińska & Marek Żabka miêu tả năm 2006.